# میدان هوایی سنتا روسا
میدان هوایی سنتا روسا (به انگلیسی: Naval Outlying Field Santa Rosa) یک فرودگاه نظامی است که یک باند فرود آسفالت دارد و طول باند آن ۱۳۷۲ متر است. این فرودگاه در کشور ایالات متحده آمریکا قرار دارد و در ارتفاع ۴۶ متری از سطح دریا واقع شده‌است.